# ジュニアオーケストラ
ジュニアオーケストラ（英:Junior orchestra）は、小学生から高校生大学生までを団員としたオーケストラ。略称はジュニオケ、JOなど。
ジュニアオーケストラとしては全国規模のジュニアオーケストラの委員会も設立され、2007年、2010年、2013年、2016年には新潟市でジュニアオーケストラフェスティバルが開催された。
一番歴史が古いジュニアオーケストラで有名な岡山市ジュニアオーケストラを始め、県立初である奈良県立ジュニアオーケストラや台東区ジュニアオーケストラなど、さまざまなジュニアオーケストラが活動している。